# アガラス海流
アガラス海流（アガラスかいりゅう、英: Agulhas Current）とは、モザンビーク海流がモザンビーク海峡をとおりぬけてから、海岸沿いにアフリカ南端のアガラス岬まで達する海流をいう。沿岸から100kmまでが特に強く幅狭い海流である。アフリカ南端で急激に流向を南に変え、大部分は西風皮流に合流するが、一部は大西洋に入ってベンゲラ海流と合流する。この海域の海況は季節によって、または年によって大きな変動が見られ、大小さまざまな渦流が存在する。